# Aleksàndrovka (Jírnovsk)
Aleksàndrovka — Александровка (rus) — és un poble de l'óblast de Volgograd, a Rússia, segons el cens del 2010 tenia 1.030 habitants. Pertany al districte de Jírnovsk.